# Коптєве
Ко́птєве (колонія Коптєве - Райнталь/Reintal) — село Шахівської сільської громаді Покровського району Донецької області, в Україні.

## Історія
У 1884 році німецькі колоністи з Маріупольського повіту викупили в Олексіївській волості Бахмутського повіту 2031 дес. землі у місцевого землевласника О.І.Коптєва. Тут було засновано лютеранське село, за яким міцно закріпилася назва Кіптівка. Лютеранський прихід Людвіґсталь-Шидлове.
На початку ХХ сторіччя на землях Б.О.Коптєва проводиллися розробки і добування кам'яного вугілля. В Тунісі на кладовищі знайдено могилу, в якій поховані чоловік Б.О.Коптєв (04.05.1865-27.07.1938 рр.), жінка Н.Н.Коптєва (11.03.1867-13.10.1947 рр.) та онук І.К.Коптєа ( 10.09.1941-14.12.1941 рр.).
7 (20) листопада 1917 року, відповідно до Третього Універсалу Української Центральної Ради, увійшло до складу Української Народної Республіки.

### Незалежна Україна
27 липня 2015 року село ввійшло до складу новоствореної Шахівської сільської громади.

## Населення
- 79 (1905)
- 101 (1918)
- 148/127 нім. (1926)[1].

## Жертви сталінських репресій
- Голубчук Єгор Єрофійович, 1897 року народження, село Мельницьки-Регіцьки Ковінського повіту Волинської губернії, Польща, українець, даних про освіту немає, безпартійний. Проживав у селі Коптєве Добропільського району Донецької області. Колгоспник колгоспу імені Тельмана. Заарештований 16 лютого 1938 року. Засуджений трійкою УНКВС по Донецькій області до розстрілу. Даних про виконання вироку немає. Реабілітований у 1989 році.
- Лейс Адам Готлібович, 1906 року народження, село Коптєве Добропільського району Донецької області, німець, освіта початкова, безпартійний. Проживав за місцем народження. Конюх колгоспу. Заарештований 31 жовтня 1937 року. Засуджений Особливою нарадою при НКВС СРСР до розстрілу. Даних про виконання вироку немає. Реабілітований у 1989 році.